# Fritz Overbeck

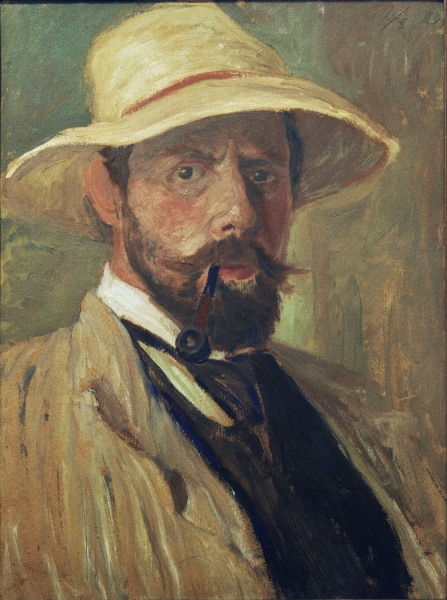
Fritz Overbeck, självporträtt.

Fritz Overbeck, född 15 september 1869 i Bremen, död 8 juni 1909, var en tysk målare.
Overbeck var elev vid konstakademien i Düsseldorf och 1894–1906 medlem av Worpswedekolonin, grundad av Fritz Mackensen. Han målade huvudsakligen stämningslandskap från de nordtyska hedarna vilkas enkla, lugna linjer han även återgav i etsningar. Overbeck är representerad bland annat i Bremens Kunsthalle med Stormig dag.

## Bildgalleri

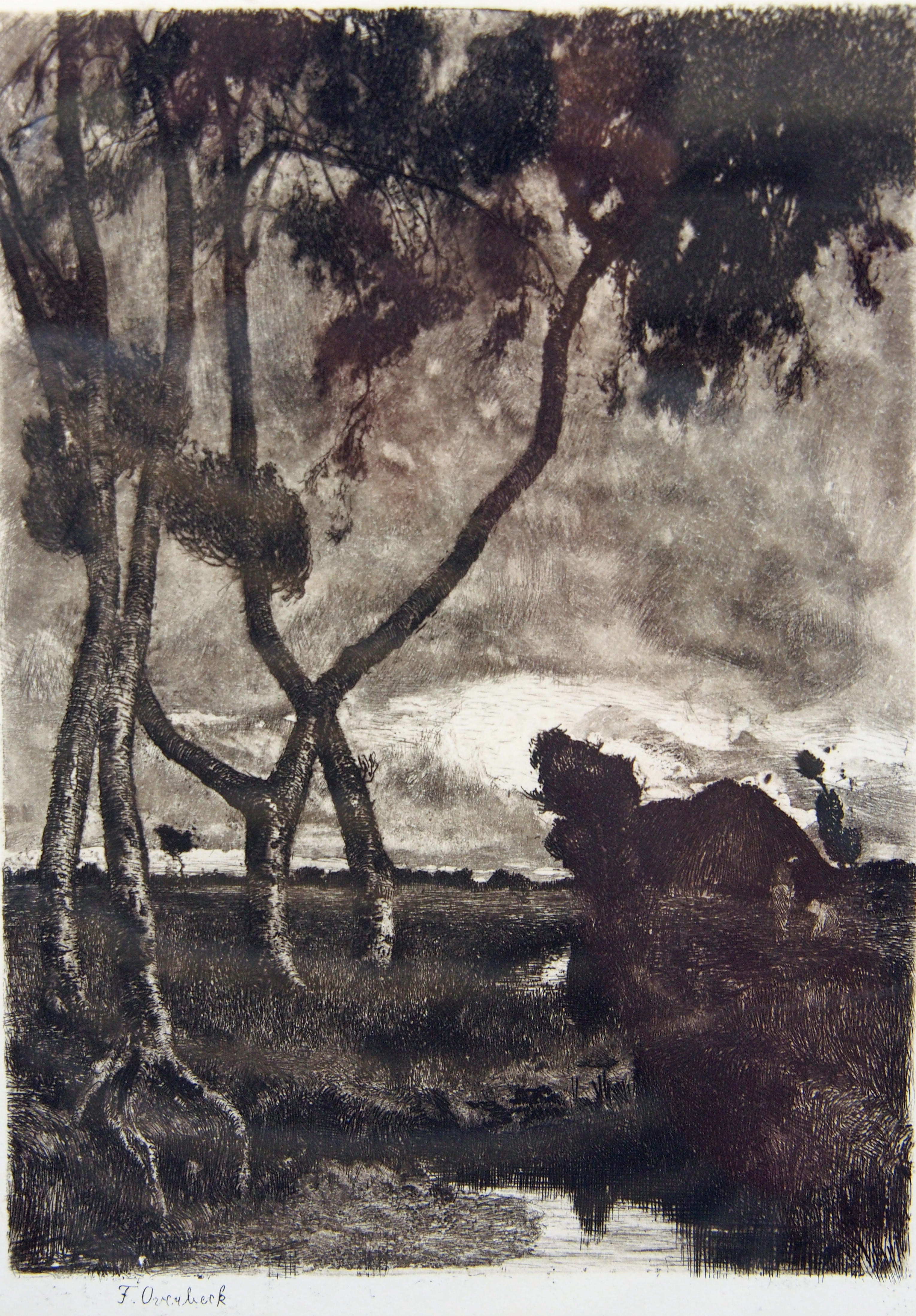
Etsning. Sturm im Moor, 1895.
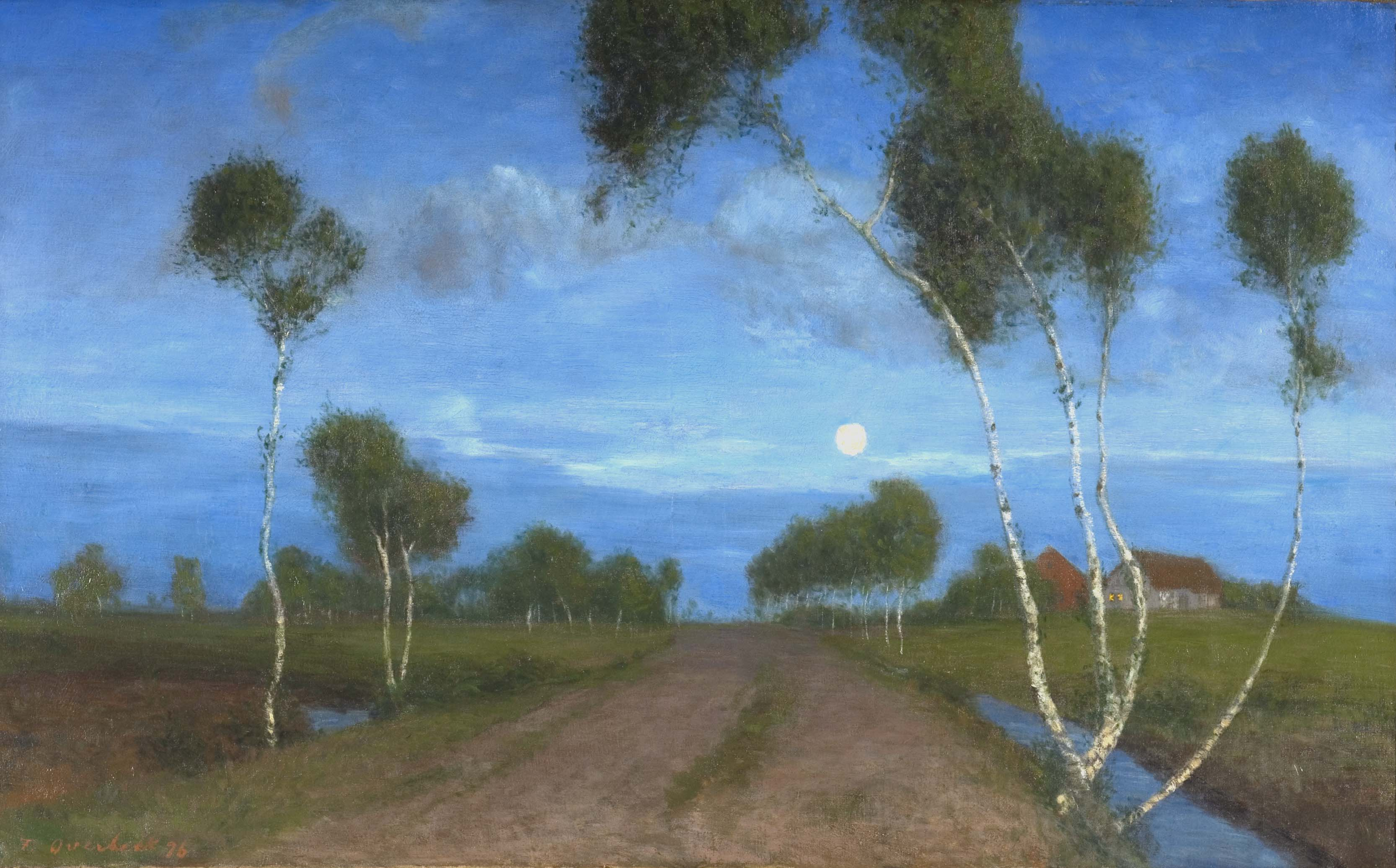
Abend im Moor, 1896.
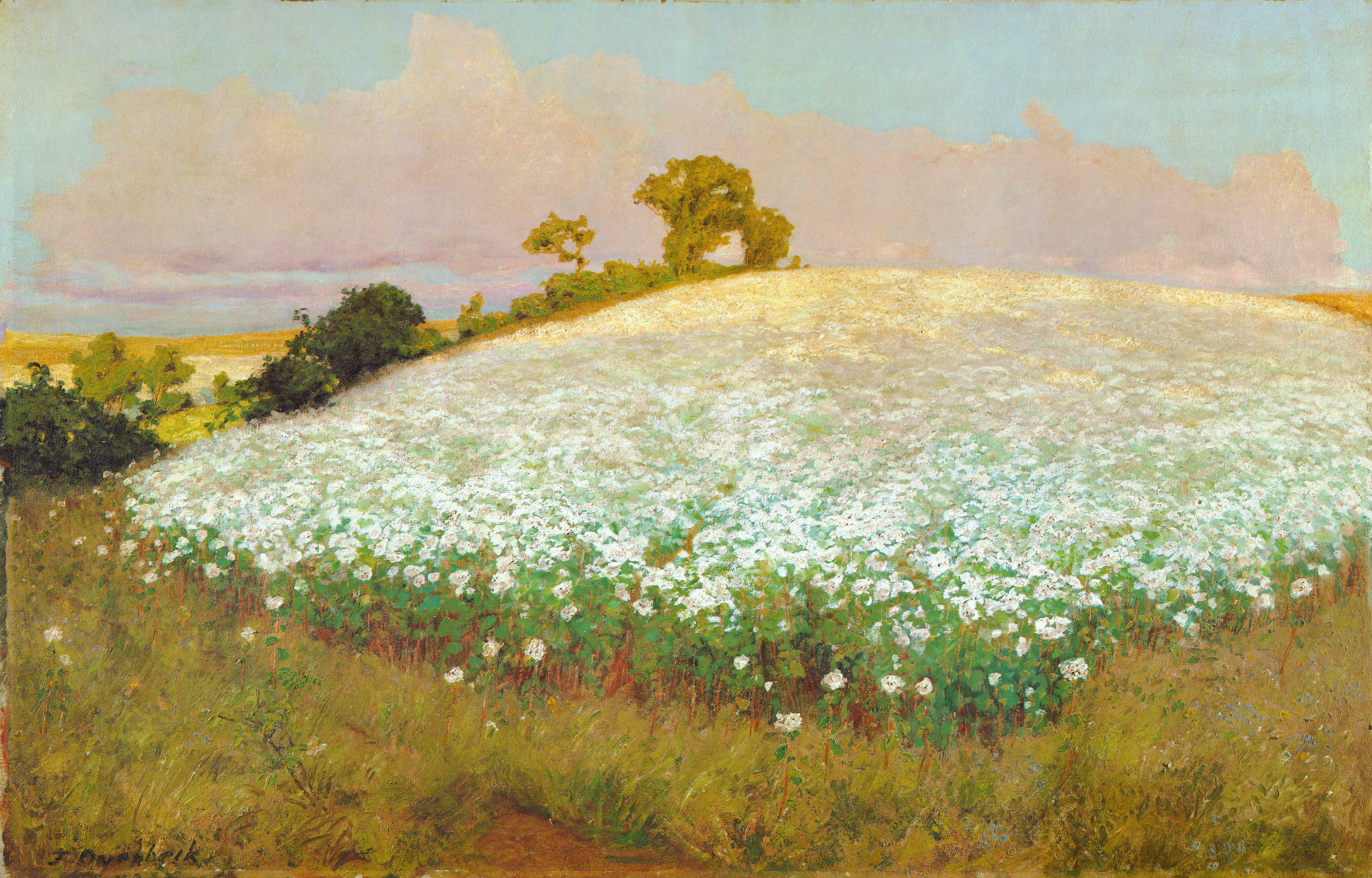
Buchweizenfeld, rund 1897.
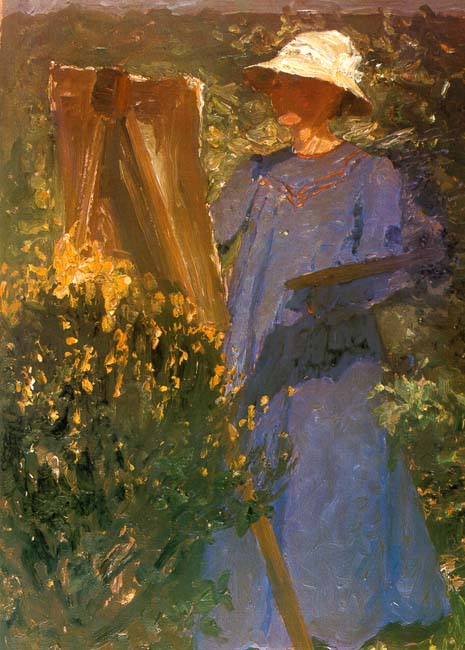
Malerin vor der Staffelei, 1905/1906.